# Водолікарня доктора Кенігсберга
Водолікарня доктора Кенігсберга — приватний оздоровчий заклад лікаря гідропата Михайла Григоровича Кенігсберга і комплекс будівель, збудованих у 1901 році в Миколаєві. Пам'ятка архітектури місцевого значення.

## Історія

### Будівля
Миколаївська водолікарня доктора Кенігсберга є комплексом цегляних будівель, що побудовані у мавританському стилі. Заклад розташовувався у високій частині Миколаєва, неподалік від Спаського пагорбу і Бузького лиману, з центром міста сполучався трамваєм-конкою.
Водолікарня являє собою монументальну двоповерхову споруду з невеликими кутовими ризалітами і заокругленими кутами. При будівництві використовувалася цегла «Петровська» різних кольорів, укладена горизонтальними рядами, що створювало яскраву поліхромію стін. Вікна мали складну форму з верхнім підковоподібним заокругленням. В одному стильовому ключі з основним корпусом витримано невеликий флігель усередині двору, а також огорожу, що оточувала водолікарню.
Побудова велася за проєктом одеського інженера І. Рейхенберга та за наглядом миколаївського міського архітектора Є. А. Штукенберга. У 1900 році Кенігсберг звернувся до Миколаївського відділення російського технічного товариства з проханням розглянути проєкт та кошторис обладнання його водолікарні. У відповідь на прохання було створено комісію із членів товариства: інженера-механіка І. І. Антипенка та інженера-технолога О. Ф. Лисицького.

В газеті «Южанин» за 31 липня 1901 року, вже після відкриття закладу, так описувалася водолікарня:
|  | Николаевская гидропатическая лечебница господина Кенигсберга отличается изяществом устройства. С подезда посетитель вступает в обширную приемную, обставленную мягкой мебелью; рядом кабинет врача и затем электрическая ванна с большим аппаратом для углекислой ванны. Отсюда посетитель проходит через коридор в так называемые кабины, в числе 25 штук, устроенные в середине зала в два яруса и обставленные мягкими диванами, столиками, зеркалами. Из кабинок пациенты напраляются в обширный гидропатический зал, украшенный лепными работами. Из приборов водолечения обращают на себя внимание огромный душ Шарко, дающий струю воды, весьма высокого давления. С приспособлением для спины, головы, ног; далее спиральный душ. Дающий одновременно струи водыво все части тела, рядом сухопарник или римская баня — это обыкновенный конический ящик, в котором пациент сидит закрытым по шею в кресле, под которым находятся зигзагами трубки, дающие по желанию сухой или сырой пар; наконец, мраморный бассейн с проточной водой, глубиною около 3 аршин, несколько фаянсированных полуванн для массажа и обливания, сидячие ванны; покатистый пол устлан плитками и сетками для стока воды. Лечебница имеет 14 номеров во втором этаже с мягкой мебелью, ванными источниками для воды. Полы устланы линолеумом и стены оклеены линкрустом — род обоев, покрытые масляной краской. Третий этаж изображает из себя техническую сторону заведения: установлены бассейны для холодной и горячей воды для различных отделов лечебницы и целая система трубок, пропускающих воду в отделения; тут же установлена камера для выкачивания воздуха. Котельное отделение также представляет маленький музей техники. Огромный котел корнвальской системы служат специально для парового отопления лечебницы; рядом два специальных котла и насос для душа Шарко; в подвальном этаже американские чугунные водогрейные котлы для гидропатии и для ванн, обладающие способностью держать постоянно одинаковую температуру воды в трубах посредством сифонной циркуляции ее, и камера для нагнетания воздуха. |

### Відкриття
Водолікарня доктора Кенігсберга була офіційно відкрита 29 липня 1901 року.
Відкриття лікарні супроводжувалося великою рекламною компанією. Кожний липневий випуск миколаївської газети «Южанин» того року містив оголошення про те, що «у нетривалому часі відкривається водолікарня доктора М. Г. Кенігсберга». Особливо рекламувались гідротерапія, бальнеотерапія та електротерапія. Нарешті 29 липня на першій шпальті газети було надруковано великим жирним шрифтом: «Водолікарня доктора М. Г. Кенігсберга відкрита».
На відкритті, зокрема, були присутні весь медичний персонал Миколаєва, астроном Миколаївської обсерваторії І. Є. Кортацці і контр-адмірал К. М. Тікоцький:
|  | В воскресенье, 29 июля, состоялось открытие гидропатического заведения доктора М. Г. Кенигсберга, на котором присутствовал весь медицинский персонал Николаева, астроном николаевской обсерватории И. Е. Кортацци и многие другие приглашенные гости. В 1:30 часа пополудни прибыл Николаевский градоначальник контр-адмирал К. М. Тикоцкий, был встречен Кенигсбергом, начальствующими лицами и медицинским персоналом в сопровождении владельца лечебницы подробно осматривал помещение, интересовался приспособлениями водолечебницы, которые были пускаемы в действие. Затем его превосходительству был представлен анализ воды, добываемой для лечебницы в вырытых колодцах. По анализу, выраженному в немецких градусах, на 100,000 частей воды кислорода и окисление органических веществ – 0,242. Серной кислоты – 4,4, хлора – 3,259, жесткость общая – 902, постоянная – 501. По жесткости эта вода лучше воды Спасского бассейна. <...> Оставляя гидропатическое заведение, К. М. Тикоцкий обратился к господину Кенигсбергу с несколькими словами, в которых, сравнив прежний примитивный способ водолечения с ныне усовершенствованным, каким является николаевская водолечебница, сказал: «Я старый гидропат, и более чем кто-либо, рад этому заведению, ибо знаю пользу его». Пожелав господину Кенигсбергу процветания его новому делу, градоначальник около трех часов дня отбыл из гидропатического заведения. |

Журналісти та почесні гості в момент відкриття мали можливість пройти шляхом пацієнта-відвідувача водолікарні та побачити її внутрішнє оздоблення і технічне оснащення.
1 серпня 1901 року водолікарня прийняла 5 перших пацієнтів. Через 10 днів їх було вже 50.

### Після Жовтневого перевороту

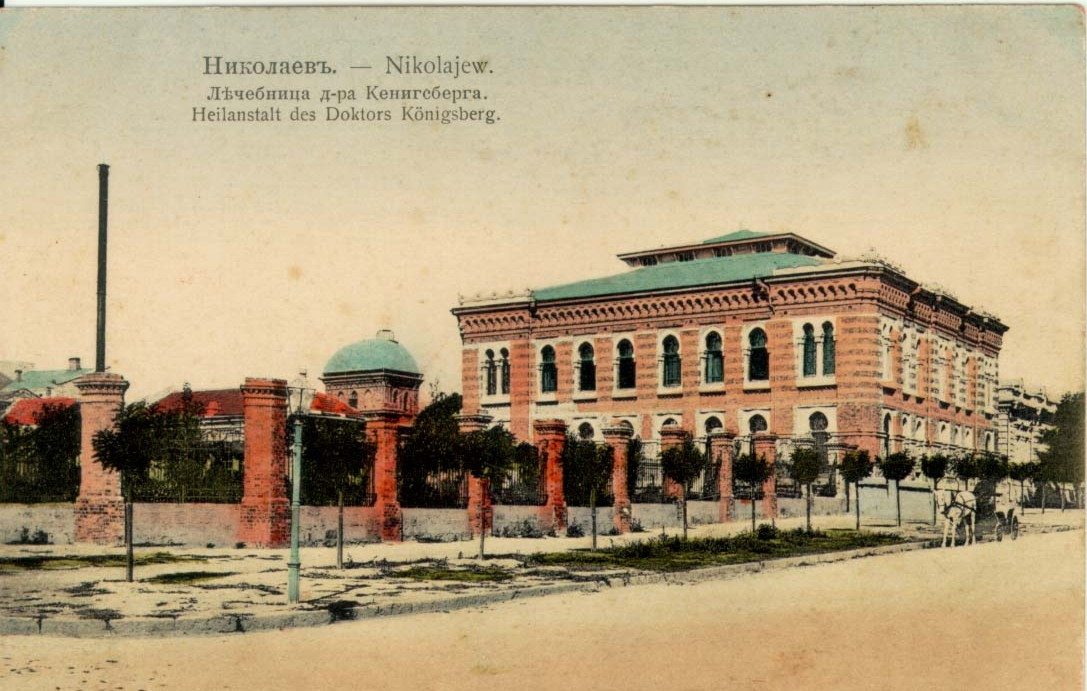
Водолікарня Кенігсберга на місцевій листівці 1906—1917 років

У 1917 році у місцевій «Трудовой газете» з'явилось оголошення: «Через відсутність палива водолікарня доктора М. Г. Кенігсберга закривається на невизначений час». На жаль, це тривало довгі роки.
Великі втрати водолікарня понесла під час Першої світової та Громадянської війн: у 1918 році приміщення було зайняте німецькими військами, а на початку 1920 року — відведено під гуртожиток для біженців. Під час війн усі вузькі труби, що розподіляли воду по відділенням лікарні і були закладені в стіни — зіпсувалися. Декотрі з них луснули і почали протікати. Одночасно з цим з'явилися проблеми з опаленням приміщення. Внаслідок цих причин водолікарня перестала функціонувати.
Згідно доповідної записки губернському завідувачу охорони здоров'я, складеної комісією лікувально-відділового відділу в присутності «колишнього власника водолікарні Кенігсберга» від 6 вересня 1920 року, за період з 1917 по 1920 роки приміщення форменим чином було понівечене: майже всі шибки вибито, стіни побиті, багато кахлів зламано, електричну проводку зірвано. Лінолеум у багатьох місцях знято, усі дивани обдерті та зламані[джерело?].
У червні 1920 року Народний комісаріат охорони здоров'я порушив питання щодо націоналізації приватних лікарень на всеукраїнському з'їзді губернських завідуючих охороною здоров'я. Вже у серпні до Миколаївського губернського відділу охорони здоров'я надійшов циркуляр без дати та номеру з питання націоналізації лікарень у губернії. Під націоналізацію підлягало 4 приватні лікарні, найважливішою з них була водолікарня Кенігсберга. Так у грудні водолікарню доктора Кенігсберга було націоналізовано.

## Обладнання та організація роботи
За організацією лікувального процесу і технічним оснащенням водолікарня посіла одне з перших місць серед подібних закладів того часу.
Водолікарня, згідно зі статутом, знаходилася у завідуванні засновника — лікаря М. Г. Кенігсберга. Він мав право запрошувати собі на допомогу постійних лікарів-консультантів. Направляти хворих у водолікарню мали право і інші лікарі. Користуватися послугами закладу хворі могли лише за призначенням лікаря. Усі процедури повинні були здійснюватися під особистим наглядом лікарів. Усі види масажу могли здійснюватися «тільки відомими місцевому медичному начальству особами, які представлять свідоцтва від лікарень, закладів для масажу або лікарів, які спеціально займаються масажем, у тому, що ці заклади та лікарі навчали цих осіб і засвідчують, що останні мають достатню навичку та знання техніки масажу». Статут передбачав лікування і бідних хворих: медична консультація була безкоштовною, а гідропатичні процедури — за рішення завідувача. Щорічно завідувач повинен був надавати медичному інспектору Миколаївського порту звіти про діяльність за формами, встановленими Медичним департаментом і Лікарським статутом.
Глибока криниця на подвір'ї у 22 сажені (47 метрів) забезпечувала лікарню кращою водою у місті. Стічні води із водолікарні скидалися бетонною трубою в прокладену раніше трубу із заводу Фельмета (знаходився по вулиці Артилерійській) в лиман.
Водолікарня працювала цілий рік, за виключенням великих свят. З понеділка до суботи прийом вівся з 7 до 22 години, а у неділю та святкові дні — до 12 години дня. Процедура коштувала від 50 копійок до 1 рубля. Пропускна спроможність лікарні на той час складала 50 чоловік на день.
Згодом, у 1910 році при гідропатичному відділені діяла електросвітлова інгаляційна камера.
Для чоловіків і жінок встановлювався окремий час лікування. Чоловіків приймали 6 годин на день лікарі М. Г. Кенігсберг та М. Я. Кальварський. Сам засновник водолікарні приймав пацієнтів і вдома за адресою вулиця Бульварна, 12 (нині — вулиця Пушкінська, 16). Жінок приймала жінка-лікар Д. П. Симонович 4 години на день.
Лікар Кенігсберг постійно працював над технічним оновленням водолікарні для фізіотерапевтичного лікування. Згодом були встановлені електросвітлова ванна, електровібраційний масаж, інгаляційна камера тощо.
За даними самого М. Г. Кенігсберга, за період діяльності водолікарні з 1 серпня 1901 року до 1 березня 1903, в його закладі на лікуванні перебувало 745 хворих (389 чоловіків і 356 жінок). Це переважно «неврастеніки та істеричні, загальне число яких сягнуло 421, не рахуючи крайніх випадків прояву нервозності, як, наприклад, різні випадки епілепсії тощо».